# Talár (film)
Talár (v originále L'Hermine) je francouzský hraný film z roku 2015, který režíroval Christian Vincent podle vlastního scénáře. Snímek měl světovou premiéru na filmovém festivalu v Benátkách dne 6. září 2015.

## Děj
V Saint-Omeru v Pas-de-Calais je Michel Racine neúprosným předsedou porotního soudu, který u obhájců a některých kolegů nevzbuzuje mnoho sympatií kvůli své odtažité a strohé povaze, která mu vynesla přezdívku „Dvouciferný prezident", protože obžalovaní v procesech, kterým předsedá, bývají odsouzeni k více než deseti letům vězení. Žije v hotelu, odděleně od své manželky. Racine předsedá procesu s Martialem Beclinem, obviněným ze smrtelného ubití svého sedmiměsíčního dítěte Melissy vojenskými botami. Obžalovaný se odmítá ospravedlňovat a opakuje, že je nevinný. Racine vybírá porotce. Jednou z nich je Ditte Lorensen-Cottretová. Ditte pracuje jako anestezioložka v nemocnici, je rozvedená a matka sedmnáctileté dívky a ošetřovala Racine po nehodě, která se udála před šesti lety. Racine, který se do ní zamiloval během svého pobytu v nemocnici, jí poslal milostný dopis, který však zůstal bez odpovědi.

## Obsazení
| Fabrice Luchini         | Michel Racine, předseda soudu        |
| Sidse Babett Knudsenová | Ditte Lorensen-Côteret, porotkyně    |
| Eva Lallier             | Ann, dcera Ditte                     |
| Victor Pontecorvo       | Martial Beclin, obžalovaný           |
| Candy Ming              | Jessica Marton, Martialova družka    |
| Michaël Abiteboul       | Jourd'hui, obhájce                   |
| Jennifer Decker         | obhájce                              |
| Corinne Masiero         | Marie-Jeanne Metzer, porotkyně       |
| Sophie-Marie Larrouy    | Coralie Marciano, porotkyně          |
| Claire Assali           | advokátka                            |
| Bruno Tuchszer          | Fournier                             |
| Marie Rivière           | Marie-Laure, manželka Michela Racina |
| Floriane Potiez         | recepční                             |
| Chloé Berthier          | Pauline, soudní zapisovatelka        |
| Raphaël Ferret          | poručík Massinet                     |

## Ocenění
- Benátský filmový festival: Cena za nejlepší scénář (Christian Vincent), Volpi Cup pro nejlepšího herce (Fabrice Luchini)
- César: nejlepší herečka ve vedlejší roli (Sidse Babett Knudsenová), nominace v kategorii nejlepší herec (Fabrice Luchini)
- Lumières: nominace v kategoriích  nejlepší film, nejlepší mužský herecký výkon (Fabrice Luchini)